# 蘭京 (作家)
蘭京（?—?），台北人，台灣言情小說家。筆下世界觀龐大，作品背景跨越古今，由清朝王室權貴延伸至現代企業金融世家。蘭京是一名基督教徒，常在現代背景作品中引用聖經典故或將角色融入教會背景。
自1996年起於禾馬出版社旗下出版首部作品，至2010年底公開發表封筆聲明。蘭京創作14年載，共計34部作品。

## 寫作生涯

### 生平與寫作
蘭京出生於台大醫院，處女作《少女新娘》一書於1996年10月問世，開啟言情小說作家生涯。脫離學生生活後，專職寫作。
蘭京寫作態度嚴謹而富計畫性，雖各書情節可獨立成冊，書中主角戀情亦以單本作結，但實則人物互相串聯、支線交雜、伏筆處處，所有作品合而觀之即成一部架構龐大的系列故事，漸進式揭露謎團，故事主線圍繞傳奇角色「元卿」而展開，富含神秘推理色彩。
古代稿作品描寫清代康熙年間的王室權貴，以「四府」和「四靈」兩派人馬的權力鬥爭，側面反映太子黨爭及準噶爾戰爭的歷史事件，主題多環繞著夢境、咒術等超自然奇幻氛圍。現代前期作品場景及角色多與基督教會相關，採本格派筆調書寫都會愛情；現代後期作品則嘗試意識流等後現代文學技巧，並揉合哲學理論、企業商戰、資本主義符號、特務陰謀論、國際政經情勢等多種元素，實驗風格濃厚，為自己的寫作格局開拓新境界。

### 思想啟蒙
蘭京欣賞清代詞人納蘭性德，在古代稿前期作品數度引用納蘭性德詞句及典故。由於納蘭性德頗具才情、滿懷理想，但又因家世顯赫而必須遷就於官宦生活，這種徘迴於理想與現實間衝突人物對蘭京富啟發性。另外蘭京也欣賞哲學家齊克果、作家C.S. Lewis，這些人都具有擇善固執的性格，且具備神學背景。
在宗教信仰方面，蘭京參加唐崇榮牧師的佈道團，屬歸正教派，對聖經的詮解影響到蘭京後期作品。

### 爭議
蘭京為基督教徒，但書中則出現赤裸性愛或大膽的交歡，而通常在結局回到專一的愛情，在2008年座談會中曾遭某讀者質疑基督徒身分與作品風格的矛盾，或推論此縱慾書寫僅為了反諷社會亂象，其作品最終傳遞文以載道的宣教思維。
蘭京在座談會直接反擊該論點太過狹隘，基督徒不等於禁慾，性是上帝賦予且美好的事，但必須遵守婚姻的框架進行，而書中角色不討喜僅為如實呈現人性的缺陷，不代表作者認同其價值觀。
座談會後經思量，蘭京又再度發表「蘭京獨白」，誠懇檢討基督教徒確實不適合書寫尺度火辣的情節，同時推翻蘭京堂十四字對聯的創作架構，隔年出版之《玻璃海》(2009)起刻意省略限制級段落，導致情節略顯跳躍，而《違心論》(2010)更風格清淡、不著墨任何情慾面。因此有部分讀者認為是基督徒的身分限制創作，間接導致封筆。

## 軼事

### 寫作習慣
蘭京不諳電腦操作，一本平均十萬字、總數幾百萬字的小說全是手寫稿，以昂貴的鋼筆和特定品牌的稿紙書寫，在寫稿時會運用剪刀、口紅膠、膠帶及立可白，以便剪貼修改，笑稱桌上工具如開刀房的醫生一般操作繁複，她認為拿筆是文人的書寫驕傲，也是由輝煌而落沒的時代記號。

### 自我投射
禾馬出版社編輯曾提到《窗邊寶貝》的女主角康樂琳，其形象正是蘭京的自我投射。該角色的特質是豪爽健談、擅長溝通、富正義感、堅守原則、追求理想，擔任教會司琴與鋼琴家教，因家境小康可專心投入喜歡的工作，對於金錢分配和生活習慣都相當無厘頭，收入雖微薄但精神十分富裕。 
蘭京則認為投射出自我形象的角色是《柱石嬌豔》的范曉淑和《玉人不淑》的傅玉，她們對愛情的態度更接近蘭京本人。

### 〈蘭京堂〉對聯
蘭京曾在後記〈蘭京堂〉寫下對聯「蘭窗繡柱玉盤龍，京華醉臥黃粱夢」。上下聯首字暗嵌筆名，且每字皆對應至現代作品書名的首字；自第24本《蘭色妖怪》至第32本作品《華麗聖賢》為止，書名首字皆呼應對聯創作。蘭京寫作時重視作品命名，因此部份讀者推論其後新作也將依此規律性命名，並藉此預測故事大局走向與所需篇幅。但對此推論，蘭京在《華麗聖賢》新書發表會(2008)會後表示，對聯此舉僅求趣味，並無將作品約束為系列之打算。隔年新書《玻璃海》(2009) 便脫離此命名規則，直到封筆作品《違心論》(2010)為止，餘下「醉臥黃粱夢」五字，未有對應書名。

## 作品列表
| 書號  | 書名     | 出版日期 | 系列                     |
| ----- | -------- | -------- | ------------------------ |
| J342  | 少女新娘 | 1996.10  |                          |
| J380  | 豪情貝勒 | 1996.12  |                          |
| J418  | 蝴蝶戲貓 | 1997.03  |                          |
| J457  | 側夢美人 | 1997.04  | 如夢令七之一             |
| J537  | 奔夢將軍 | 1997.07  | 如夢令七之二             |
| J570  | 御夢英豪 | 1997.08  | 如夢令七之三             |
| J631  | 舞夢天女 | 1997.10  | 如夢令七之四             |
| J681  | 焚夢狂情 | 1997.12  | 如夢令七之五             |
| J727  | 燦夢琉璃 | 1998.01  | 如夢令七之六             |
| J822  | 醉夢封印 | 1998.04  | 如夢令七之七             |
| J888  | 地獄新娘 | 1998.06  | 菩薩蠻四之一             |
| J1001 | 靈幻格格 | 1998.09  | 菩薩蠻四之二             |
| J1140 | 鎮魂天使 | 1999.02  | 菩薩蠻四之三             |
| J1280 | 羅剎紅顏 | 1999.06  | 菩薩蠻四之四             |
| J1436 | 青龍獵豔 | 1999.11  | 舞馬詞四之一             |
| J1550 | 白虎狩月 | 2000.04  | 舞馬詞四之二             |
| J1759 | 朱雀幽蘭 | 2000.09  | 舞馬詞四之三             |
| J1800 | 玄武旋舞 | 2000.11  | 舞馬詞四之四             |
| J1900 | 飛天麒麟 | 2001.03  | 續夢聊齋                 |
| J1998 | 月麗天子 | 2001.07  | 金瓏璁四之一             |
| J2051 | 牡丹御史 | 2001.10  | 金瓏璁四之二             |
| J2135 | 蘭陵狂獅 | 2002.02  | 金瓏璁四之三             |
| J2230 | 雙面儷人 | 2002.06  | 金瓏璁四之四             |
| J2320 | 蘭色妖怪 | 2002.10  | （此後故事背景皆為現代） |
| J2375 | 窗邊寶貝 | 2003.01  |                          |
| J2519 | 繡花診所 | 2003.07  |                          |
| J2799 | 柱石嬌豔 | 2004.10  |                          |
| J2860 | 玉人不淑 | 2005.03  |                          |
| J2951 | 盤旋之戀 | 2006.02  |                          |
| J3056 | 龍塔娃娃 | 2007.02  |                          |
| J3122 | 京艷迷宮 | 2007.09  |                          |
| J3165 | 華麗聖賢 | 2008.02  |                          |
| BK014 | 玻璃海   | 2009.02  |                          |
| BK051 | 違心論   | 2010.02  |                          |